# Louis Jean François Lagrenée
Louis Jean François Lagrenée, noto anche come Lagrenée l'Ainé ("Lagrenée il primogenito") (Parigi, 21 gennaio 1725 – Parigi, 19 giugno 1805), è stato un pittore francese.

## Biografia
Fu l'allievo preferito di Charles van Loo. Nel marzo del 1744, a vent'anni, fu ammesso alla Scuola degli "allievi protetti" (allievi sotto osservazione) e inviato a Roma. Fu poi accettato come allievo a pieno titolo nel 1753.
Su invito della Zarina Elisabetta di Russia visitò San Pietroburgo.
Il 31 maggio del 1755 venne accolto come membro dell'Accademia reale di pittura e scultura grazie a una sua tela: Il rapimento di Deianira da parte del centauro Nesso.
Successivamente divenne professore aggiunto, quindi professore titolare, nonché direttore dell'Accademia di Francia a Roma sino al 1787 (dove dipinse una delle sue migliori opere: La vedova indiana), poi Rettore, Conservatore e infine Amministratore onorario del Museo.
Nel 1804, un anno prima della morte, Napoleone I gli conferì la legion d'Onore.
Morì ottantenne al Louvre. Suo allievo fu il fratello minore Jean-Jacques Lagrenée detto "le Jeune", e anche suo figlio Anthelme-François divenne pittore.

## Il giudizio di Diderot
Assai severo fu il giudizio che della sua opera e della sua persona come artista diede di lui Diderot:

## Opere principali
- "Il rapimento di Deianira", 1755, Museo del Louvre.
- "Mercurio, Aglauro ed Erseo", 1767, Nationalmuseum, Stoccolma.
- "Marte e Venere sorpresi da Vulcano", 1768,  Louvre.
- "Psiche sorprende Amore addormentato", 1768,  Louvre.
- "La Mietitura - Cerere e l'Agricoltura", ~1770, Petit Trianon, Versailles.
- "Venere e Marte, un'allegoria della Pace", 1770, J. Paul Getty Museum, Los Angeles
- "La morte della moglie di Dario", 1785,  Louvre.

## Galleria d'immagini

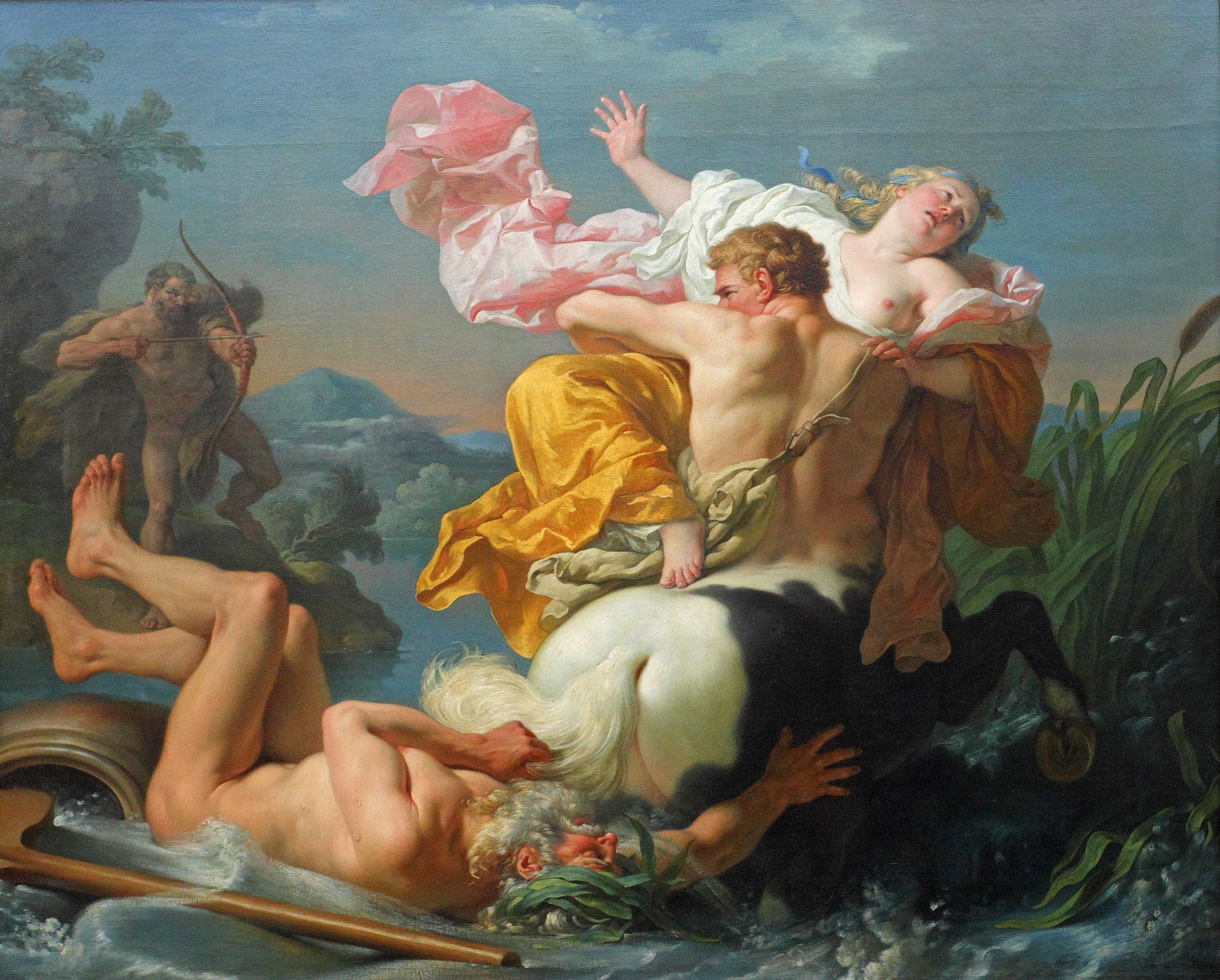
Il rapimento di Deianira
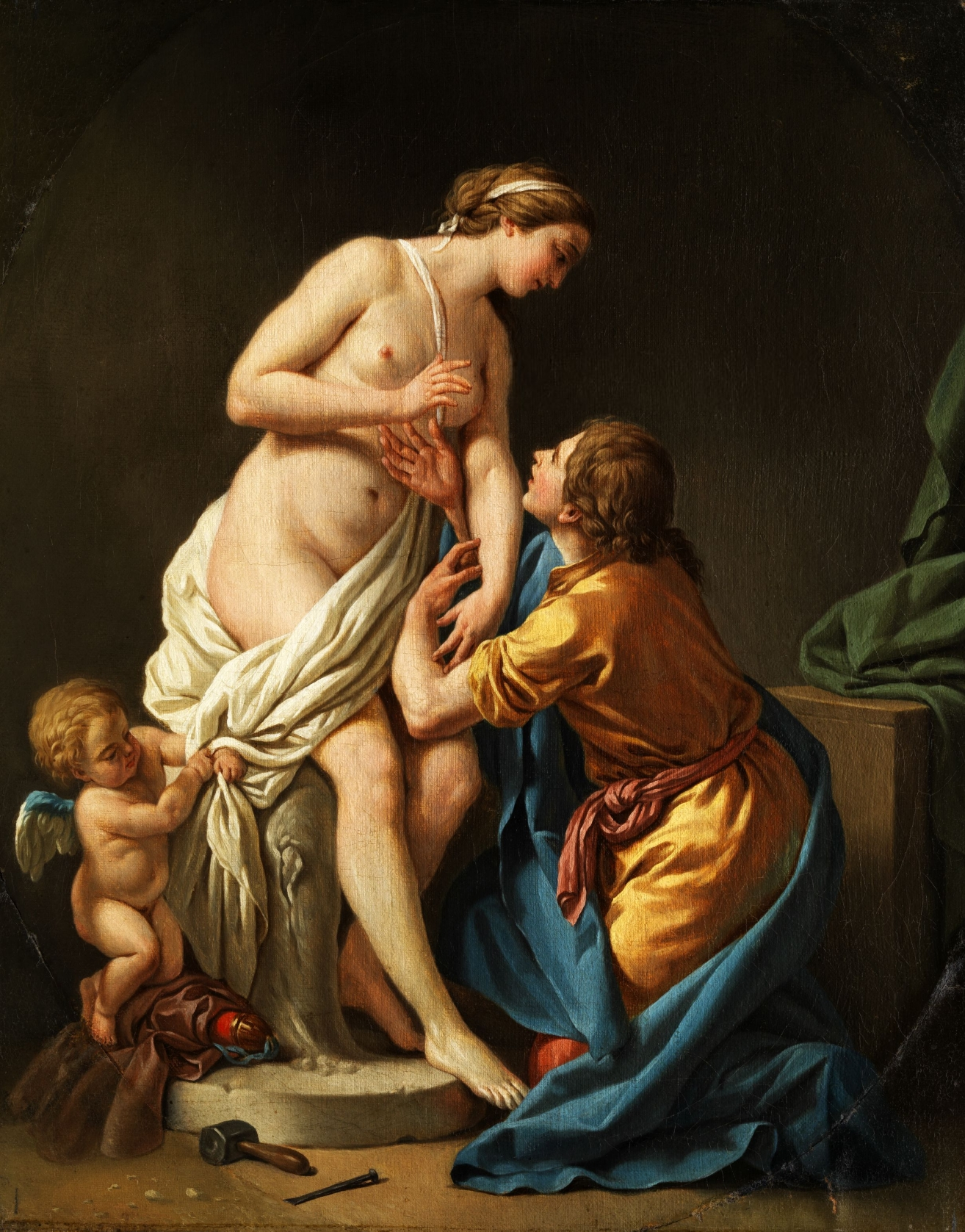
Pigmalione e Galatea
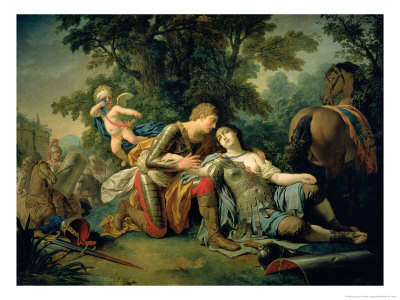
Tancredi e Clorinda
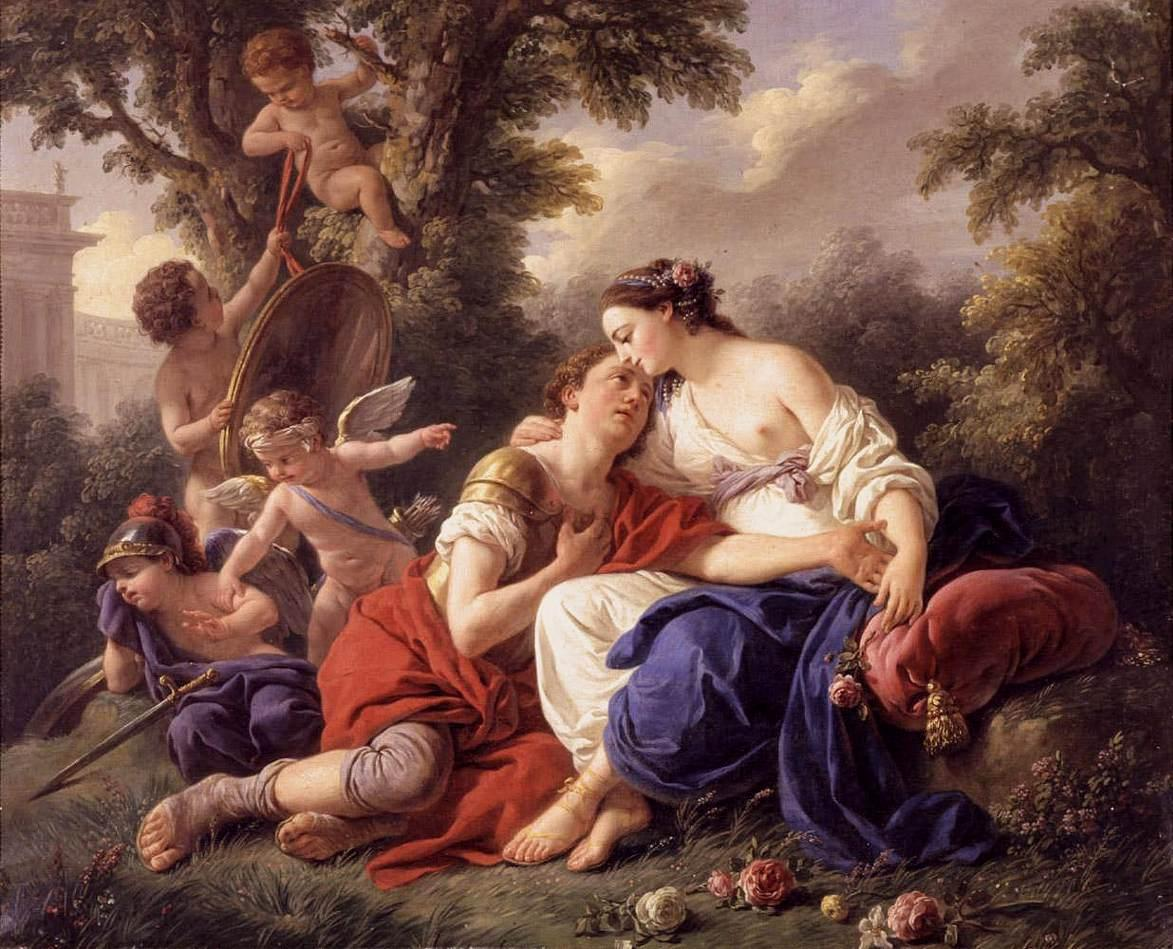
Rinaldo e Armida
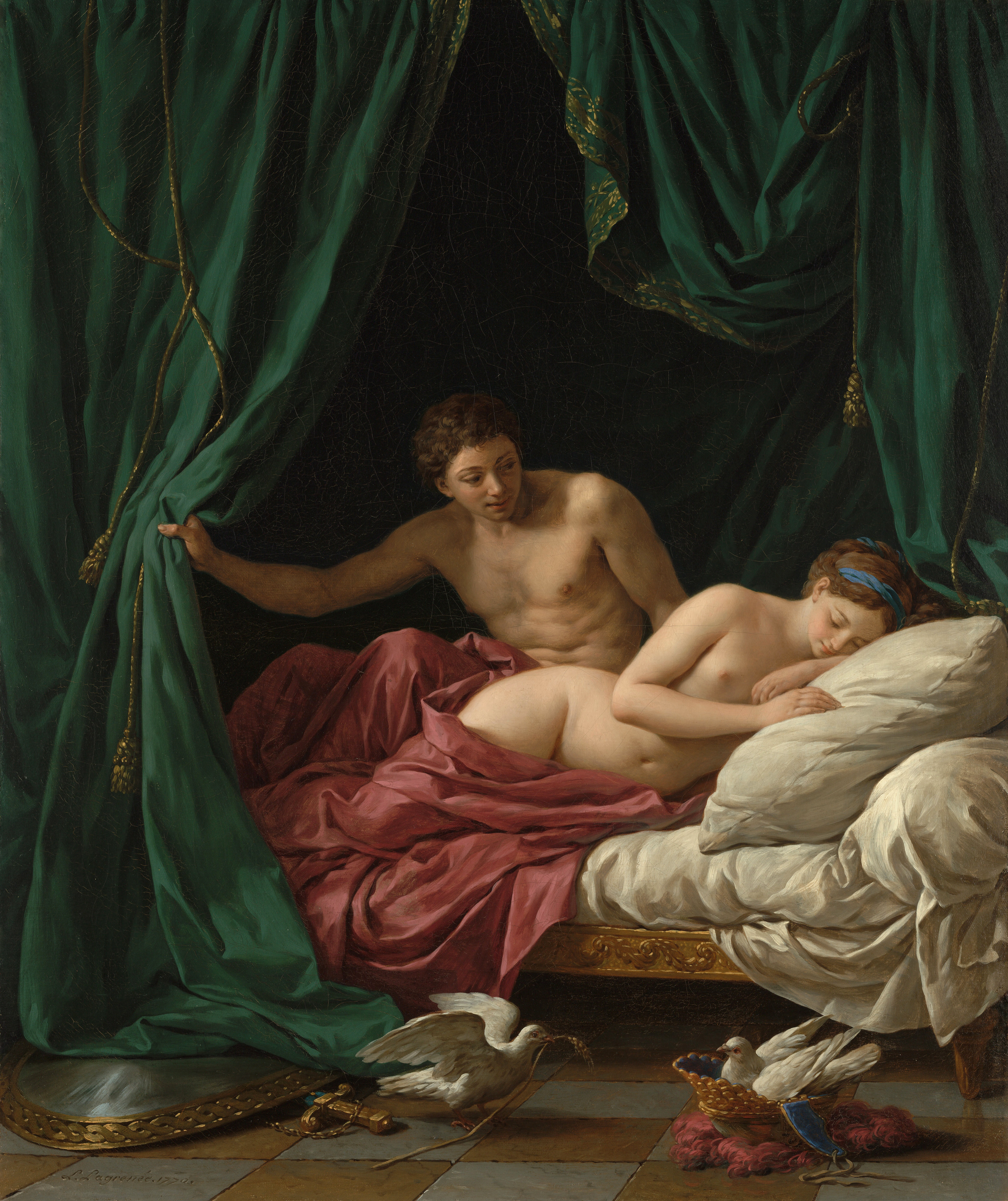
Marte e Venere
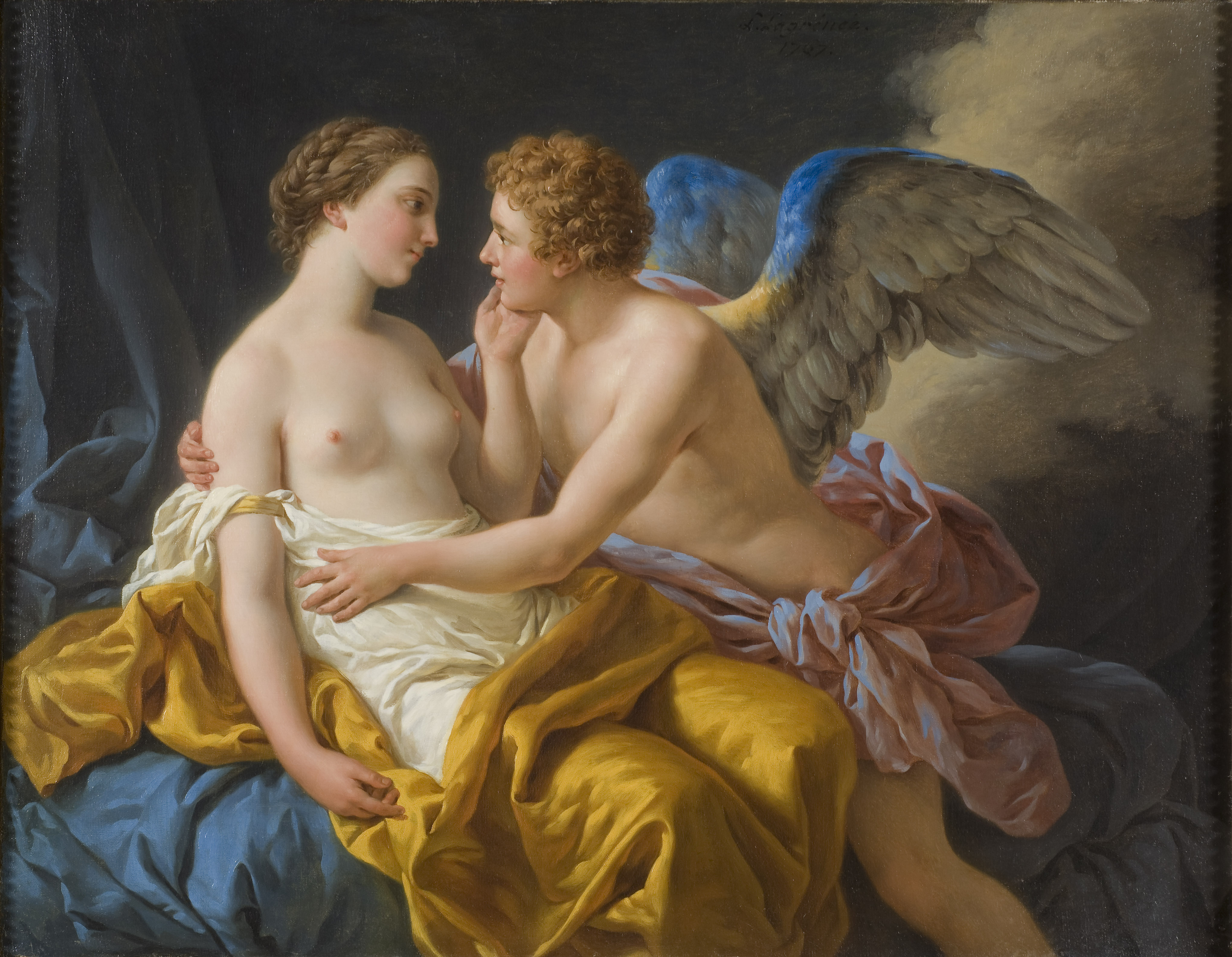
Amore e Psiche